# Atracis cretacea
Atracis cretacea är en insektsart som först beskrevs av William Lucas Distant 1906.  Atracis cretacea ingår i släktet Atracis och familjen Flatidae. Inga underarter finns listade i Catalogue of Life.